# Gamera Rebirth
Gamera Rebirth è un original net anime giapponese diretto e co-scritto da Hiroyuki Seshita. Prodotto da Kadokawa Corporation e animato da ENGI, è un reboot del franchise Gamera dopo Chiisaki yūsha-tachi ~Gamera~ (2006), nonché il primo capitolo animato del franchise. La serie è stata pubblicata in tutto il mondo su Netflix il 7 settembre 2023.

## Trama
Durante l'estate del 1989, tre studenti delle elementari assistono a Gamera mentre combatte i mostri che convergono su Tokyo.

## Produzione
Il 16 novembre 2022, Kadokawa ha annunciato i piani per una nuova produzione dedicata a Gamera, intitolata Gamera Rebirth, che sarebbe stata distribuita a livello globale su Netflix. Shūsuke Kaneko, regista della trilogia Heisei di Gamera, aveva proposto un'idea per un nuovo film. Tuttavia, Kadokawa aveva già proceduto con il loro nuovo progetto quando Kaneko presentò la sua proposta. Indipendentemente da ciò, Kaneko aveva espresso il suo sostegno al progetto. Una figura di Gamera è stata esposta a Tamashii Nation 2022 tra il 18 e il 20 novembre, insieme a un giornale con Gamera che è stato distribuito durante l'evento.
Nel febbraio 2023, Kadokawa ha rivelato il cast e lo staff. La serie sarebbe stata animata da ENGI, con Hiroyuki Seshita alla regia (che ha co-diretto la trilogia anime Godzilla della Polygon Pictures), Tetsu Iijima alla produzione, Atsushi Tamura che ha curato il character design e Kan Takahama il monster design. Un teaser pubblicato a gennaio ha mostrato un breve filmato della serie rivelando che sarebbe stata composta da sei episodi e cinque mostri nemici aggiuntivi. A marzo, Kadokawa ha pubblicato un nuovo poster key visual, una sinossi e un trailer completo.
Un adattamento manga disegnato da Cambria Bakuhatsutarō ha iniziato la serializzazione sul sito web Young Ace UP di Kadokawa Shoten l'8 settembre 2023.

## Episodi
| Nº | Titolo italiano Giapponese 「Kanji」 - Rōmaji                                             | In onda          | In onda |
| Nº | Titolo italiano Giapponese 「Kanji」 - Rōmaji                                             | Giapponese       |         |
| 1  | Sopra Tokyo 「東京上空」 - Tōkyō jōkū                                                     | 7 settembre 2023 |         |
| 2  | La corrente sotterranea 「地下水道」 - Chika suidō                                        | 7 settembre 2023 |         |
| 3  | Una fuga silenziosa e in profondità 「深く静かに潜航せよ」 - Fukaku shizuka ni senkō seyo | 7 settembre 2023 |         |
| 4  | Uccidere 「斬る」 - Kiru                                                                  | 7 settembre 2023 |         |
| 5  | La luna è un'amante crudele 「月は無慈悲な夜の女王」 - Tsuki ha mujihi na yoru no jo-ō    | 7 settembre 2023 |         |
| 6  | La fine dell'infanzia 「幼年期の終わり」 - Yōnen-ki no owari                              | 7 settembre 2023 |         |

## Accoglienza
Paul Lê di Bloody Disgusting ha criticato le animazioni ma ha elogiato i personaggi. Ha definito l'animazione "goffa e rigida", ma ha ritenuto che l'estetica visiva complimentasse le battaglie dei mostri. Lê ha trovato la sottotrama umana "avvincente" e i figli della serie sono un miglioramento rispetto ai protagonisti dei film Gamera dell'era Shōwa. Lê ha assegnato alla serie quattro teschi su cinque e l'ha elogiata per essere una "storia emotiva, ambiziosa e ben raccontata". Scrivendo per The A.V. Club, Kayleigh Dray trovò difetti simili nella serie e paragonò Gamera Rebirth a Stranger Things. Ha elogiato lo sforzo che è andato nello sviluppo dei personaggi e nei temi dell'amicizia che si traduce in personaggi che sono "dannatamente simpatici". Tuttavia, ha criticato l'animazione per il suo essere "goffa", paragonandola a una versione a bassa risoluzione di The Sims e ha paragonato i personaggi alle animazioni dei videogiochi per PlayStation 2. Dray ha trovato che l'anime non era adatto per un binge watching e non era un titolo imperdibile, finendo per assegnargli una C+.
Joshua Kristian McCoy di GameRant non ha considerato Gamera Rebirth come un'introduzione "ideale" per i nuovi arrivati. McCoy ha anche criticato l'animazione per essere "nervosa" e l'ha paragonata a quella di Robot Chicken, e ha trovato il concetto imperfetto; ha specificamente preso di mira il tono della serie e il suo deprimente climax, definendoli impropri per una storia di Gamera. Ha concluso ridicolizzando i creatori per aver preso ispirazione da Godzilla - Punto di singolarità invece che da Shin Godzilla, affermando che la serie inizia "ruvida, diventa strana e finisce quasi in modo impressionante". James Beckett di Anime News Network ha assegnato alla serie una C+, commentando che "è un peccato che la bruttezza delle immagini probabilmente allontanerà molti potenziali fan perché sotto tutta quella stupidaggine c'è una solida avventura kaiju".